# Восточная синица
Восточная синица (лат. Parus minor), также известная как японская синица — выделяемый ранее вид воробьинообразных птиц из рода синицы, который вытеснил сходный вид большая синица (Parus major) в Японии и на Дальнем Востоке Российской Федерации в Среднем Приамурье, а также на Сахалине и Курильских островах. Залёты этого вида были отмечены на Камчатке. До недавнего времени этот вид был классифицирован как подвид большой синицы, но российские исследователи показали, что эти два вида сосуществуют на российском Дальнем Востоке без смешения или частой гибридизации. При этом серая синица в зоне контактов гибридизируется и образует смешанные популяции как с восточной, так и с большой синицами. Позднее восточная синица была синонимизирована с серой.

## Подвиды
Некоторые учёные в состав вида Parus minor включают 9 подвидов:
- Parus minor amamiensis. Описан Отто Кляйншмидтом в 1922 году. Обитает на севере островов Рюкю
- Parus minor commixtus Описан Робертом Свайно в 1868 году. Обитает на юге Китая и на севере Вьетнама
- Parus minor dageletensis Описан Нагамити Куродой и Тамэдзо Мори[англ.] в 1920 году. Обитает на острове Уллындо близ Кореи
- Parus minor kagoshimae. Описан Нобусукэ Такацукасой[англ.] в 1919 году. Обитает на юге острова Кюсю и на островах Гото
- Parus minor minor. Описан Конрадом Темминком и Германом Шлегелем в 1848 году. Обитает на востоке Сибири, на юге Сахалина, на востоке центральной части и северо-востоке Китая, в Корее и Японии
- Parus minor nigriloris Описан Карлом Хелльмайром в 1900 году. Обитает на юге островов Рюкю
- Parus minor nubicolus Описан Родольфом Мейером де Шауэнси в 1946 году. Обитает на востоке Мьянмы, на севере Таиланда и на северо-западе Индокитая
- Parus minor okinawae Описан Эрнстом Хартертом в 1905 году. Обитает в центральной части островов Рюкю
- Parus minor tibetanus Описан Эрнстом Хартертом в 1905 году. Обитает на юго-востоке Тибета, на юго-западе Китая и на юге его центральной части, на севере Мьянмы